# Kurland
Kurland (lettisk: Kurzeme; latin: Curonia; tysk: Kurland; litauisk: Kuršas; russisk: Курляндия) er en af de historisk-kulturelle regioner i Letland. Regionerne Semgallen og Sēlija betragtes undertiden som en del af Kurland, idet de tidligere var underlagt den samme hertug.
Kurland beboedes i den tidlige middelalder af kurere eller kurlændinge der talte oldkurisk, et østbaltisk sprog. Kurland hørte under Den Tyske Orden i staten Livland (ca. 1200–1560), Den polsk-litauiske realunion (1560–1795) og Det Russiske Kejserrige (1795–1918).